# Tim Mullens
Tim Mullens (Geleen, 4 juni 1982) is een Nederlandse voormalig handballer. Gedurende zijn spelerscarrière kwam hij uit voor clubs in Nederland, België en Duitsland. Tevens kwam hij uit voor het Nederlands handbalteam.

## Biografie
Mullens is begonnen met handbal in 1997 bij Blauw-Wit, dat later fuseerde tot BFC. Bij BFC komt hij al op jonge leeftijd terecht in het eerste team, dat toendertijd uitkwam in de eredivisie. In 2005 verlaat hij BFC om te spelen in Duitsland en vervolgens in België bij Sporting Neerpelt. In 2009 keerde hij terug naar Nederland, om te spelen voor Limburg Lions. Tussen het seizoen 2010/2011 en 2013/2014 wist Mullens met Limburg Lions elke keer de Best of Three finale te halen, maar verloor deze drie maal tegen Volendam en één keer tegen Bevo HC. In het seizoen 2014/2015 weet Mullens met Limburg Lions de tripel te halen, zowel de BENE-League, de Nederlandse beker en het landskampioenschap werden gewonnen. In mei 2016 werd bekend dat Mullens geen nieuwe verbintenis kreeg bij Limburg Lions. Hij sloot toen op het einde van het seizoen ook zijn spelerscarrière af. In hetzelfde seizoen weet Mullens nogmaals met Limburg Lions de beker en het landskampioenschap te winnen, maar grijpt naast BENE-League.

## Privé
Twee neven van Tim Mullens, Joeri Verjans en Nicky Verjans, speelde op hoog niveau handbal bij onder andere BFC en het nationaal team.